# Gymnotheca cicutaefolia
Gymnotheca cicutaefolia là một loài thực vật có hoa trong họ Saururaceae. Loài này được (Kaulf.) C. Presl mô tả khoa học đầu tiên.